# Фінансова установа
Фінансова установа — юридична особа, яка надає одну чи декілька фінансових послуг, а також інші послуги (операції), пов'язані з ними.
До фінансових установ належать:
- банки
- кредитні спілки
- ломбарди
- лізингові компанії
- довірчі товариства
- страхові компанії
- установи накопичувального пенсійного забезпечення
- інвестиційні фонди і компанії
- інші юридичні особи, виключним видом діяльності яких є надання фінансових послуг.